# Juri Borissowitsch Tschesnokow
Juri Borissowitsch Tschesnokow (russisch Юрий Борисович Чесноков; * 22. Januar 1933 in Moskau; † 30. Mai 2010 in Moskau) war ein sowjetischer Volleyballspieler, -trainer und -funktionär.
Tschesnokow gewann mit der sowjetischen Nationalmannschaft Gold bei den Olympischen Spielen 1964 in Tokio. Außerdem wurde er zweimal Weltmeister (1960 und 1962) und erreichte Bronze bei der Europameisterschaft 1963.
Mit ZSKA Moskau gewann Tschesnokow zwischen 1953 und 1966 neunmal die sowjetische Meisterschaft und zweimal den Europapokal der Landesmeister.
Nach seiner aktiven Zeit hatte Tschesnokow zahlreiche Erfolge als Trainer von ZSKA Moskau und der sowjetischen Nationalmannschaft. Später war er Vizepräsident des sowjetischen und des russischen Volleyballverbands sowie des Weltverbands FIVB.
2000 wurde Juri Tschesnokow als einer der ersten Nicht-US-Amerikaner in die „Volleyball Hall of Fame“ aufgenommen.